# Per Oscarsson
Per Oscar Heinrich Oscarsson, född 28 januari 1927 i Kungsholms församling i Stockholm, död 31 december 2010 i Ardala församling i Västra Götalands län, var en svensk skådespelare som medverkade på scen, på film och i TV.

## Biografi

### Uppväxt och studier
Per Oscarsson och hans tvillingbror Björn (1927-2014) föddes 28 januari 1927 på Kungsholmen i Stockholm. De hade två äldre syskon. Fadern Ejnar Oscarsson var ingenjör och byggmästare. Modern Theresia "Therese" Küppers, som var tyska, avled i cancer 1933. Familjen hade då flyttat till Nockeby i Stockholm.
Oscarsson tog teaterlektioner hos Gösta Terserus och förfalskade sin styvmors namnteckning för att komma in på Dramatens elevskola 1944 där han utexaminerades 1947.

### Tidig karriär
Efter filmdebuten 1944 i Kärlekslivets offer deltog Per Oscarsson i en lång rad film- och TV-produktioner.
Efter examen 1947 fick han sitt stora genombrott i Stig Dagermans pjäs Skuggan av Mart (1948). Efter några år vid Dramaten engagerades han vid Göteborgs stadsteater 1953–1959 där han bland annat gjorde en uppmärksammad rolltolkning av Hamlet. Mitt under framgången med Hamlet lämnade han teatern och gav sig i väg på en fotvandring till Paris.
Han blev 1955 uppmärksammad för sin medverkan i filmen Vildfåglar.
På 1950-talet var han också engagerad i den religiösa rörelsen Jehovas vittnen och vägrade då göra  värnplikt. Han lämnade sedan rörelsen då den inte ville att han skulle fortsätta som skådespelare.

### 1960-talet

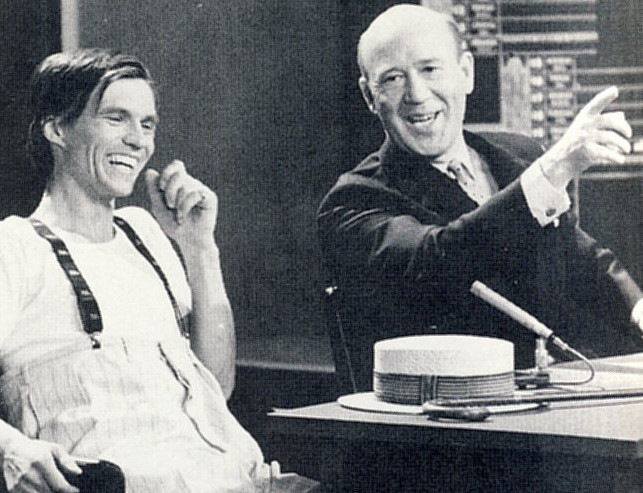
Per Oscarsson och Lennart Hyland annandag jul 1966, före Oscarssons kupp i Hylands hörna.

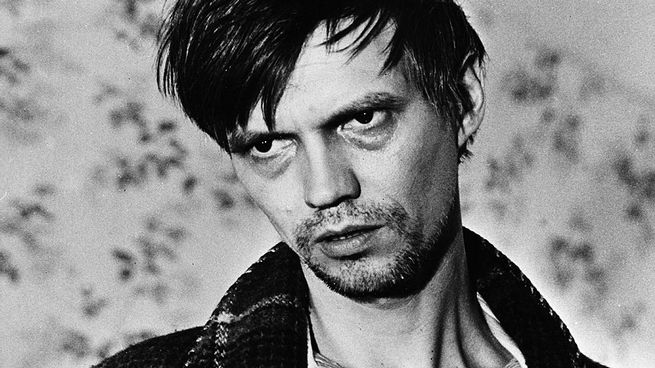
Per Oscarsson 1968.

Oscarsson studerade vid Dramatens elevskola och arbetade därefter vid flera av Sveriges stora teatrar, bland annat Dramaten och Göteborgs stadsteater.
År 1962 spelade Oscarsson huvudrollen i den surrealistiska dramafilmen Vaxdockan, regisserad av Arne Mattsson som även är känd för att ha regisserat filmatiseringen av August Strindbergs bok Hemsöborna år 1955.
Han medverkade 1966 i filmen Svält. För denna rollprestation fick han skådespelarpris i Cannes, vilket ledde till ett antal filmroller även utomlands.
På annandag jul 1966 skapade han rubriker och inringande klagomål när han klädde av sig lager efter lager av kläder, ned till en sista omgång kalsonger, i TV-programmet Hylands hörna. Han var då gäst i ett stående inslag där Hyland skulle gissa vem den maskerade gästen var, där han kom in på scenen utklädd som en riddare till häst. Samtidigt som han klädde av sig pratade han bland annat om förintelsen, att ordet "jude" inte är ett invektiv, invandring till Sverige, att "negrer" inte luktar sämre eller är mindre intelligenta än andra. Monologen var improviserad och kort senare följde "sexualupplysning" där Oscarsson förklarade för barn vad sex innebär. 
Programledaren Hyland var helt oförberedd på detta och det ledde till svensk televisions första så kallade "tittarstorm" och skrevs om på alla ledande löpsedlar, men i debatten på folklig nivå vändes det hela till Oscarssons fördel.

### Scenskräck och senare karriär
På 1960-talet drabbades Oscarsson av rampfeber och skrev en bok om teatern, skräcken och rädslan. Oscarssons scenskräck gjorde att han slutade arbeta på teaterscenen under 1970-talet. I stället ägnade han sig åt kycklinguppfödning i Trestena utanför Skara. Han gjorde scencomeback 1989 i En handelsresandes död på Angereds teater i Göteborg.
Som filmskådespelare var Oscarsson dock hela tiden aktiv, både i Sverige och utomlands. Han gjorde några egna filmer, bland andra Ebon Lundin och Sverige åt svenskarna. En av Per Oscarssons mest populära rollfigurer var som polischefen Gustav Jörgensson i kriminalserierna Polisen i Strömstad som sändes på SVT i fem omgångar med start 1982.
Han medverkade i flera av SVT:s julkalendrar, bland annat Håll huvet kallt (1994) och Kaspar i Nudådalen (2001). Han var också välbekant från kortfilmen Kan du vissla Johanna? som har visats på SVT varje julafton sedan 1994.
I senare tider medverkade han även i bland annat Bröderna Lejonhjärta, Ronja Rövardotter och Änglagård. En av hans sista roller var som Holger Palmgren i de tre Millennium-filmerna.

### Familj
Oscarsson gifte sig första gången 23 oktober 1954 med skådespelaren Gerd Hegnell (skilda 1960) och andra gången 1962 med Bärbel Krämer (skilda 1973). Med andra hustrun fick han sonen Boman Oscarsson (1960–2019).
Hans tredje och sista hustru var skådespelaren Christina "Kia" Östling, född 1943 i Töreboda, som han gifte sig med 1989. Hon arbetade som regiassistent åt honom vid inspelningen av Sverige åt svenskarna. Med sista hustrun fick han dottern och senare skådespelaren Pernilla Oscarsson (1975–2023). Han hade sammanlagt sex barn.
Per Oscarsson och hans hustru Kia Östling Oscarsson omkom då deras bostad totalförstördes av en brand natten mellan den 30 och 31 december 2010. Deras kvarlevor kunde identifieras med hjälp av rättsodontologi.

## Filmografi

### Film
- 1944 – Kärlekslivets offer
- 1944 – Örnungar
- 1944 – Prins Gustaf
- 1945 – Den allvarsamma leken
- 1945 – Flickor i hamn
- 1946 – Ungdom i fara
- 1946 – Kristin kommenderar
- 1947 – Det vackraste på jorden
- 1949 – Vi flyger på Rio
- 1949 – Gatan
- 1949 – Havets son
- 1951 – Leva på "Hoppet"
- 1952 – Trots
- 1952 – Möte med livet
- 1953 – Vi tre debutera
- 1953 – Barabbas
- 1953 – Peter Pan
- 1954 – Karin Månsdotter
- 1955 – Kärlek på turné
- 1955 – Vildfåglar
- 1958 – Fröken April
- 1961 – Ljuvlig är sommarnatten
- 1962 – Vaxdockan
- 1962 – Biljett till paradiset
- 1963 – Adam och Eva
- 1963 – Det är hos mig han har varit
- 1964 – Är du inte riktigt klok?
- 1966 – Här har du ditt liv
- 1966 – Noon Wine
- 1966 – Svält
- 1966 – Syskonbädd 1782
- 1966 – Myten
- 1967 – Gengångare
- 1968 – Ole dole doff
- 1968 – Vindingevals
- 1968 – Slutpunkt Berlin
- 1968 – Doktor Glas
- 1969 – Miss and Mrs. Sweden
- 1969 – Oss emellan
- 1969 – La madriguera
- 1969 – An-Magritt
- 1970 – Den sista dalen
- 1971 – Papegojan
- 1972 – Nybyggarna
- 1972 – Oändlig natt
- 1973 Traumstadt, Regie: Johannes Schaaf
- 1973 – Ebon Lundin
- 1974 – Gangsterfilmen
- 1976 – Förvandlingen
- 1977 – Bröderna Lejonhjärta
- 1977 – Uppdraget
- 1977 – Victor Frankenstein
- 1978 – Picassos äventyr
- 1978 – Chez Nous
- 1979 – Vad händer...?
- 1979 – Kristoffers hus
- 1979 – Heja Sverige!
- 1979 – Charlotte Löwensköld
- 1980 – Tvingad att leva
- 1980 – Sverige åt svenskarna (manus och regi)
- 1980 – Attentatet
- 1981 – Ondskans värdshus
- 1981 – Montenegro eller Pärlor och svin
- 1981 – Göta kanal
- 1982 – Historien om Lilla och Stora Kanin
- 1983 – Henrietta
- 1984 – Ronja Rövardotter
- 1985 – Da Capo
- 1986 – Nattseglare
- 1986 – Bödeln och skökan
- 1988 – Venus 90
- 1989 – 1939
- 1990 – Makrellen er kommen
- 1990 – Kurt Olsson – filmen om mitt liv som mig själv
- 1990 – Bulan
- 1992 – Änglagård
- 1992 – Kejsarn av Portugallien
- 1993 – En nypa mull - vad är vi mer?
- 1993 – Drömmen om Rita
- 1994 – Tvillingarna från Kraków
- 1994 – Tio knivar i hjärtat
- 1996 – Juloratoriet
- 1996 – Harry & Sonja
- 1997 – Vår andra film
- 1997 – Den siste vikingen
- 1997 – Rika barn leka bäst
- 1998 – Förbjudet för barn
- 2000 – Moltas Swingsters
- 2000 – Järngänget
- 2001 – Skicka mera godis
- 2003 – Midsommar
- 2003 – Mannen bakom dörren
- 2009 – Män som hatar kvinnor
- 2009 – Flickan som lekte med elden
- 2009 – Luftslottet som sprängdes
- 2010 – Änglagård – tredje gången gillt (arkivbilder från Änglagård)
- 2011 – Tysta leken

### Television
- 1967 – Drottningens juvelsmycke (TV-teater)
- 1973 – Inferno
- 1977 – Soldat med brutet gevär (TV-serie)
- 1978 – Harry H. (TV-serie)
- 1978 – Julius Julskötare (TV-serie) (julkalender)
- 1981 – Hans Christian och sällskapet (TV-teater)
- 1981 – Ingenting att bråka om, Johansson (TV-teater)
- 1981 – För en liten snuvas skull (TV-serie)
- 1981 – Kallocain (TV-serie)
- 1982 – Polisen som vägrade svara (TV-serie)
- 1982 – Kättaren (TV-teater)
- 1983 – Vid din sida (TV-serie)
- 1983 – Mäster Olof (TV-serie)
- 1984 – Polisen som vägrade ge upp (TV-serie)
- 1986 – Julpussar och stjärnsmällar (TV-serie) (julkalender)
- 1986 – Flykten (TV-serie)
- 1987 – Ondskans år (TV-serie)
- 1988 – Ingen rövare finns i skogen (TV-teater) (novellfilm)
- 1988 – Oväder (TV-teater)
- 1988 – Polisen som vägrade ta semester (TV-serie)
- 1988 – Kråsnålen (TV-serie)
- 1989 – Sparvöga (TV-serie)
- 1991 – Fasadklättraren (TV-serie)
- 1993 – Polisen och domarmordet (TV-serie)
- 1994 – Kan du vissla Johanna? (novellfilm)
- 1994 – Håll huvet kallt (TV-serie) (julkalender)
- 1996 – Polisen och pyromanen (TV-serie)
- 1996 – Calling Your Name (musikvideo med E-type)
- 1998 – Stormen (TV-serie)
- 2000 – Skärgårdsdoktorn (TV-serie) (säsong 3, avsnitt 3)
- 2000 – Herr von Hancken (TV-serie)
- 2001 – Kaspar i Nudådalen (TV-serie) (julkalender)
- 2001 – Anderssons älskarinna (TV-serie)
- 2002 – Dieselråttor och sjömansmöss (TV-serie) (julkalender)
- 2002 – Stora teatern (TV-serie)
- 2004 – Att sörja Linnea (TV-teater)
- 2006 – Den som viskar (TV-serie)

## Teater

### Roller (ej komplett)
| År   | Roll                            | Produktion                                          | Regi                | Teater                  |
| ---- | ------------------------------- | --------------------------------------------------- | ------------------- | ----------------------- |
| 1948 | En rättsnotarie                 | De vises sten Pär Lagerkvist                        | Alf Sjöberg         | Dramaten                |
| 1949 | Per                             | Lycko-Pers resa August Strindberg                   | Göran Gentele       | Dramaten                |
| 1949 | Happy                           | En handelsresandes död Arthur Miller                | Alf Sjöberg         | Dramaten                |
| 1950 | Ejnar                           | Brand Henrik Ibsen                                  | Alf Sjöberg         | Dramaten                |
| 1950 | Fänrik Max                      | Erik XIV August Strindberg                          | Alf Sjöberg         | Dramaten                |
| 1951 | Johannes, grevarnas f d betjänt | Amorina Carl Jonas Love Almqvist                    | Alf Sjöberg         | Dramaten                |
| 1953 | Medverkande                     | Vår lilla värld, revy Arvid Müller och Børge Müller | Stig Lommer         | Folkan                  |
| 1953 | Hamlet                          | Hamlet William Shakespeare                          |                     | Göteborgs stadsteater   |
| 1954 | Armand Duval                    | Kameliadamen Alexandre Dumas den äldre              |                     | Göteborgs stadsteater   |
| 1956 | Orin                            | Klaga månde Elektra Eugene O'Neill                  |                     | Göteborgs stadsteater   |
| 1957 | Proba, en gycklare              | Som ni behagar William Shakespeare                  |                     | Göteborgs stadsteater   |
| 1957 | Spineta                         | En resande Maurice Druon                            | Carl Johan Ström    | Göteborgs stadsteater   |
| 1959 |                                 | Major Barbara George Bernard Shaw                   | Keve Hjelm          | Göteborgs stadsteater   |
| 1959 |                                 | Ljuva ungdomstid Eugene O'Neill                     | Sam Besekow         | Göteborgs stadsteater   |
| 1961 |                                 | Vänta så vackert Axel Strindberg                    | Anders Ångström     | Alléteatern             |
| 1964 | Cyrano de Bergerac              | Cyrano de Bergerac Edmond Rostand                   | Per Oscarsson       | Skansens friluftsteater |
| 1966 | Medverkande                     | Bom krasch, revy Beppe Wolgers                      | Johan Bergenstråhle | Idéonteatern            |

Regi
| År   | Produktion         | Upphovsmän     | Teater                  |
| ---- | ------------------ | -------------- | ----------------------- |
| 1964 | Cyrano de Bergerac | Edmond Rostand | Skansens friluftsteater |

### Radioteater
Roller (ej komplett)
| År   | Roll                     | Produktion                                 | Regi        |
| ---- | ------------------------ | ------------------------------------------ | ----------- |
| 1948 | Eros, Antonius anhängare | Antonius och Kleopatra William Shakespeare | Alf Sjöberg |

## Priser och nomineringar
Priser som Per Oscarsson har vunnit eller nominerats till:
| År   | Organisation                                 | Pris                    | För                          | Vinst |
| ---- | -------------------------------------------- | ----------------------- | ---------------------------- | ----- |
| 1966 | Filmfestivalen i Cannes                      | Bästa skådespelare      | Svält (1966)                 | Ja    |
| 1967 | Guldbagge                                    | Bästa manliga huvudroll | Svält (1966)                 | Ja    |
| 1967 | Bodilprisen                                  | Bästa manliga huvudroll | Svält (1966)                 | Ja    |
| 1969 | National Society of Film Critics Awards, USA | Bästa skådespelare      | Svält (1966)                 | Ja    |
| 1983 | Fantasporto                                  | Bästa film              | Sverige åt svenskarna (1980) | Nej   |
| 2004 | Robert                                       | Bästa manliga biroll    | Manden bag døren (2003)      | Nej   |